# Ein Hund namens Beethoven
Ein Hund namens Beethoven (Originaltitel: Beethoven) ist ein Familienfilm mit dem Bernhardiner Beethoven.

## Inhalt
Der Veterinär Dr. Varnick benötigt für seine Tierversuche regelmäßig neue Hunde, die er auf den Straßen einfangen lässt. Ein Bernhardiner-Welpe kann sich vor zwei der Tierfänger in das Haus der Familie Newton retten. Der Vater George ist wenig begeistert vom Familienzuwachs, kann sich jedoch gegen seine Kinder Ryce, Ted und Emily nicht durchsetzen. Nachdem auch die Mutter Alice sich für den Hund entscheidet, darf der Welpe bleiben.
Der nach seiner Vorliebe für die 5. Sinfonie „Beethoven“ genannte Welpe wird leider zu einem 90 kg schweren, sabbernden und Chaos verursachenden Tier und auch die Tierfänger von Varnick haben noch nicht aufgegeben. Als diese Beethoven entführen, macht sich George auf, den Hund aus den Fängen von Varnick zu retten.

## Kritiken
„Anspruchslose Familienunterhaltung ohne Ecken und Kanten, die sich ganz auf ihren tierischen ‚Knuddel-Star‘ verlässt, ohne die geringste gedankliche und gestalterische Anstrengung zu unternehmen.“

„‚Ein Hund namens Beethoven‘ ist eigentlich ein harmloser Familienspaß – aber Tiere verleihen solchen Filmen ja meistens den besonderen ‚Kick‘; so auch in diesem Fall. Trotz dürftiger Darstellerleistungen ist Brian Levants Streifen durchweg unterhaltsam und witzig anzuschauen, wenngleich man keine besonderen Gags erwarten sollte.“

Die Filmbewertungsstelle Wiesbaden verlieh der Produktion das Prädikat wertvoll.

## Auszeichnungen
Der Film wurde im Jahr 1993 für den Young Artist Award in vier Kategorien, darunter als Bester Familienfilm, nominiert.

## Fortsetzungen
Bisher gibt es 7 Fortsetzungen:
- 1993: Eine Familie namens Beethoven
- 2000: Beethoven: Urlaub mit Hindernissen
- 2001: Beethoven 4 – Doppelt bellt besser
- 2003: Beethoven auf Schatzsuche.
- 2008: Beethovens großer Durchbruch.
- 2011: Beethovens abenteuerliche Weihnachten
- 2014: Beethoven und der Piratenschatz

Die letzten sechs Filme wurden direkt auf Video bzw. DVD veröffentlicht.